# 2363 Cebriones
2363 Cebriones este un asteroid descoperit pe 4 octombrie 1977.